# Paolo Gioli
Paolo Gioli (Sarzano (Rovigo), 12 ottobre 1942 – Lendinara, 28 gennaio 2022) è stato un pittore, fotografo e regista italiano, di cinema sperimentale.

## Biografia

### Infanzia e formazione
Paolo Gioli nasce il 12 ottobre 1942 a Sarzano, una piccola frazione di Rovigo. Si avvicina in gioventù all'arte grazie allo scultore Virgilio Milani, di cui frequenta lo studio di Rovigo fin dalla tarda adolescenza. Nel 1960 si trasferisce a Venezia per frequentare la Scuola Libera del Nudo. Negli anni successivi si occupa di pittura e tecniche grafiche realizzando opere di grandi dimensioni come L'ombrello e l'Angelico (1965), oppure Figura, figura, figura, figura (1965) in seguito acquisito dalla GAM di Venezia.

### 1967-1975: Da New York a Roma
Paolo Gioli si trasferisce a New York nel 1967, dover lavora per un anno prima di ottenere una borsa di studio della John Cabot Fund. In questo periodo conosce e frequenta gli autori del New American Cinema Group, conosce l'Action Painting e la Pop Art e gli artisti della Scuola di New York, entrando in contatto con i galleristi Leo Castelli e Martha Jackson. Importante è poi l'incontro con l'amico Paolo Vampa, che diventa produttore del suo lavoro e suo sostenitore. È lui a regalargli di li a poco la cinepresa 16 millimetri Bolex Paillard, che diventerà uno dei suoi strumenti d'indagine nei successivi 50 anni.
Nel 1968 Paolo Gioli torna in Italia per il mancato rinnovo del visto di soggiorno, anche causato dall'inasprimento dei parametri dell'U.S. Immigration Office in seguito agli omicidi di Bob Kennedy e Martin Luther King. Nel paese natale inizia i primi esperimenti in campo cinematografico utilizzando la pellicola 16 millimetri, realizzando i film per i quali sviluppa in proprio le pellicole: Nascono così Commutazioni con mutazione (1969), in cui il cineasta fa confluire su pellicola 16 mm frame e porzioni di filmati super 8, 16 e 35 millimetri, Tracce di tracce (1969), in cui gioca con pellicola e inchiostro e Immagini disturbate da un intenso parassita (1970), in cui riprende e manomette le immagini provenienti dal televisore con diverse tecniche.
Dal 1970 si trasferisce a Roma dove occupandosi ancora di fotografia e di cinema sperimentale, si avvicina alle esperienze della Cooperativa Cinema Indipendente, stringendo con loro amicizia. In ambito fotografico sono del 1971 i suoi primi esperimenti con macchine fotografiche da fotofinish con cui Gioli riprende automobili nella serie di opere intitolate Modelli d'auto attraverso contrade e figure in movimento. Avrebbe continuato a sperimentare con il fotofinish sulla figura umana e soprattutto sul volto fino agli anni Duemila.

### 1976-1983: Il periodo milanese
Nel 1976 Paolo Gioli si trasferisce a Milano, dove continua la propria ricerca in campo cinematografico ampliando sempre più quella in campo fotografico. In questo senso è soprattutto la scoperta delle possibilità offerte dalla Polaroid a offrire a Gioli nuove possibilità di sperimentazione, come il trasferimento su altri supporti come la carta da disegno e la tela serigrafica. Al tempo stesso, inizia a lavorare usando macchine autocostruite e con il foro stenopeico (in seguito anche nel cinema). Espone al Diaframma, galleria diretta da Lanfranco Colombo. Nei primi anni '80 arrivano i primi riconoscimenti importanti in ambito fotografico: nel 1980 fa parte della collettiva Camere incantate. Espansione dell'immagine video, cinema, fotografia e arte negli anni '70 curata da Vittorio Fagone al Palazzo Reale di Milano e poi espone in molte mostre personali, come Il punto trasparente. Grafie del 1981 presso l'Istituto nazionale per la grafica di Roma, a cura di Federica di Castro, e, grazie alla collaborazione con la galleria Michèle Chomette di Parigi, Hommage a Niépce nel 1983 al Musée Nicéphore Niépce e Corps et thorax nel 1983 al Centro Georges Pompidou. Nel 1984 la Association of International Photography Art Dealers gli dedica la copertina del catalogo della propria fiera.

### Dal 1983 in poi
Sono gli anni della consacrazione. Del 1986 è la mostra al Museo del paesaggio di Verbania Obscura. La natura obscura, a cura di Roberta Valtorta. Espone alla George Eastman House di Rochester nel 1986, più volte ai Rencontres Internationales de la Photoagraphie di Arles tra il 1982 e il 1998 (le serie Cameron obscura, Autoanatomie e Sconosciuti), al Palazzo Fortuny di Venezia (Gran positivo nel crudele spazio stenopeico), a cura di Italo Zannier e Paolo Costantini, e al Museo Alinari di Firenze nel 1991, al Palazzo delle Esposizioni di Roma nel 1996 (Paolo Gioli. Fotografie grafica dipinti film), a cura di Roberta Valtorta. Nel 2005 RaroVideo pubblica un doppio DVD a cura di Paolo Vampa con una selezione di quattordici suoi film e un'intervista di Bruno Di Marino.
Segue, nel 2015, un altro cofanetto di RaroVideo con tre dvd, a cura di Bruno di Marino, con un documentario di Patrick A. Rumble. Nello stesso anno Gioli partecipa con una selezione di opere al Padiglione Italia della 56ª Esposizione Internazionale d’Arte della Biennale di Venezia, curata da Vincenzo Trione. Negli ultimi anni espone uerpos evocados por la noche, personale, a cura di Giuliano Sergio all'Istituto Italiano di Cultura di Madrid (2017); Transfer di volti dell'arte (2018) al Museo Poldi Pezzoli di Milano, a cura di Roberta Valtorta; Anthropolaroid, personale, a cura di Peter Benson Miller, presso l'American Academy di Roma (2018) e Dialoghi - Joan Fontcuberta/Paolo Gioli, a cura di Joan Fontcuberta alla Galleria del Cembalo di Roma (2019).

Nel 2021 l'artista ha ricevuto l'omaggio da parte del festival Avvistamenti di Bari, nonché del Museo Castromediano di Lecce e del Palazzo Tupputi di Bisceglie, con la mostra Antologica/Analogica, a cura di Bruno Di Marino, un progetto che viene anche esposto anche a Pechino.
Del 2022 è l'importante volume a cura di Philippe Dubois e Antonio Somaini Paolo Gioli. Impressions sauvages, edito da Les presses du réel.
Michele Smargiassi così lo ricorda: "Ci ha lasciato questa mattina Paolo Gioli, artista visionario, divergente e inquieto del fotografico. Ha lavorato sulla materia della fotografia, nel senso più concreto della parola. Le emulsioni, la scatola oscura, l’impronta, la traccia. Ha scarnificato la fotografia, l’ha letteralmente smontata, semplificata fino alla carne e all’osso, tagliata a fette, per scoprirne il corpo e interrogarlo”

## Filmografia
- Commutazioni con mutazione (1969), cortometraggio
- Tracce di tracce (1969), cortometraggio
- Immagini disturbate da un intenso parassita (1970), mediometraggio
- Secondo il mio occhio di vetro (1971), cortometraggio
- Del tuffarsi e dell'annegarsi (1971), cortometraggio
- Immagini reali, immagini virtuali (1972), cortometraggio
- Cineforon (1972), cortometraggio
- Anonimatografo (1972), cortometraggio
- Hilarisdoppio (1972), cortometraggio
- Figure instabili nella vegetazione (1973), cortometraggio
- Traumatografo (1973), cortometraggio
- Quando la pellicola è calda (1974)
- L'operatore perforato (1979), cortometraggio
- Il volto inciso (1984), cortometraggio
- L'assassino nudo (1984), cortometraggio
- Filmfinish (1986-1989), cortometraggio
- Piccolo film decomposto (1986), cortometraggio
- Schermo-schermo (1987), cortometraggio
- Quando l'occhio trema (1989), cortometraggio
- Film stenopeico (l'uomo senza macchina da presa) (1973-1981-1989), cortometraggio
- Finestra davanti a un albero (1989), cortometraggio
- Metamorfoso (1991), cortometraggio
- Filmarilyn (1992), cortometraggio
- Children (1992), cortometraggio
- Farfallio (1993), cortometraggio
- Immagini travolte dalla ruota di Duchamp (1994), cortometraggio
- Volto sorpreso nel buio (1995), cortometraggio
- Volto telato (2002), cortometraggio
- Children (2008), cortometraggio
- Interlinea (2008), cortometraggio
- Rothkofilm (2008), cortometraggi
- Sommovimenti (2009), cortometraggio
- I volti dell'anonimo (2009), cortometraggio
- Il finish delle figure (2009), cortometraggio
- Quando i volti si toccano (2012), cortometraggio
- Natura obscura (2013), cortometraggio
- Tessitura calda (2013), cortometraggio
- Rectoinverso (2009-2013), cortometraggio
- Natur (2017), cortometraggio

I film di Paolo Gioli sono stati raccolti in due cofanetti DVD, editi da RaroVideo nel 2005 (due DVD, a cura di Paolo Vampa) e nel 2025 (tre DVD, a cura di Bruno di Marino) .

## Pubblicazioni
- Roberta Valtorta (a cura di), Paolo Gioli. Polaroid in bianco e nero e a colori su carta da disegno 1987/1998, Folini Arte Contemporanea, Chiasso 2004
- Roberta Valtorta (a cura di),Volti attraverso / Tokyo 1996, Folini Arte Contemporanea, Chiasso 2007.
- Écrits sur le cinéma / Scritti sul cinéma, Cahier Paris Expérimental nº 10, 2003
- Peter Benson Miller, Paolo Gioli. Anthropolaroid, American Academy, Roma 2018
- Alessandro Bordina, Antonio Somaini (a cura di), Paolo Gioli. The man without a movie camera, Mimesis, Sesto San Giovanni 2014
- Paolo Costantini, Italo Zannier (a cura di), Paolo Gioli. Gran positivo nel crudele spazio stenopeico, Alinari, Firenze 1991.
- Federica Di Castro (a cura di), Paolo Gioli. Il punto trasparente - 'grafie, De Luca Editore, Roma 1981.
- Piergiorgio Dragone (a cura di), Paolo Gioli. Imagery di un immaginatore di immagini, supplemento di "Il diaframma" n. 232, 1977
- Vittorio Fagone (a cura di), Paolo Gioli. Il volto inciso, Comune di Volterra 1984
- Giacomo Daniele Fragapane (a cura di), Paolo Gioli. Naturae, Quinlan, Bologna 2011
- Giacomo Daniele Fragapane, Paolo Gioli. Cronologie, Johan & Levi, Monza 2020
- Philippe Dubois, Antonio Somaini (a cura di), Paolo Gioli. Impressions sauvages, Les presses du réel, Paris 2022
- Ando Gilardi (a cura di), Paolo Gioli. Spiracolografie, Il Diaframma, Milano 1979
- Christian Lebrat (a cura di), Paolo Gioli. Selon mon oeil de verre, Les cahiers de Paris Experimental, Paris 2003
- Elio Grazioli (a cura di), Paolo Gioli. Nature attraverso, Silvana Editoriale, Cinisello Balsamo 2016
- Paul Jay (a cura di), Paolo Gioli. Hommage à Niépce, Musée Nicéphore Nièpce, Chalon sul Saone 1983
- Michèle Moutashar (a cura di), Paolo Gioli. Autoanatomie, Alinari, Firenze 1987
- Eric Renner, Nancy Spencer (a cura di), Paolo Gioli, numero monografico di "Pinhole Journal", n. 2, 1996
- Giuliano Sergio (a cura di), Paolo Gioli. Abuses. il corpo delle immagini, Peliti, Roma, 2014
- Sergio Toffetti, Annamaria Licciardello (a cura di), Paolo Gioli. Imprint cinema/Un cinema dell'impronta, Centro Sperimentale di Cinematografia, Roma 2009
- Roberta Valtorta (a cura di), Obscura. La natura riflessa, Electa Milano 1986
- Roberta Valtorta (a cura di), Paolo Gioli. Sconosciuti, Art&, Udine 1995
- Roberta Valtorta (a cura di), Paolo Gioli. Fotografie dipinti grafica film, Art&, Udine 1996
- Roberta Valtorta, Paolo Gioli. Transfer di volti dell'arte, Postmedia Books, Milano 2018.
- Paolo Vampa (a cura di), Paolo Gioli. Thirty Polaroids 50x60 and Five films, OffiCina-TimeZone 8, Pechino 2007
- Bruno di Marino (a cura di), Paolo Gioli. Antologica/Analogica. L'opera fotografica e filmica 1969-2019, Silvana Editoriale, Cinisello Balsamo 2021

## Paolo Gioli nei musei
- Art Institute of Chicago
- George Eastman House, Rochester (NY)
- Houston Museum of Fine Arts
- Museum of Art Minneapolis
- Museum of Modern Art, New York
- New Mexico History Museum, Santa Fe
- Maison Européenne de la Photographie, Parigi
- Centro Georges Pompidou, Parigi
- Musée de la Maison Courbet, Ornans
- Harvard Film Archive, Cambridge
- Maison Européenne de la Photographie, Paris
- Musée Etienne-Jules Marey, Beaune
- Musée Nicéphore Niépce, Chalon sur Saone
- Galleria Nazionale d'Arte Moderna, Roma
- Museo di Fotografia Contemporanea, Cinisello Balsamo-Milano
- Istituto Nazionale per la Grafica, Roma
- New Mexico History Museum, Santa Fe
- Musée Réattu, Arles
- Centro Sperimentale di Cinematografia, Roma